# サーソー

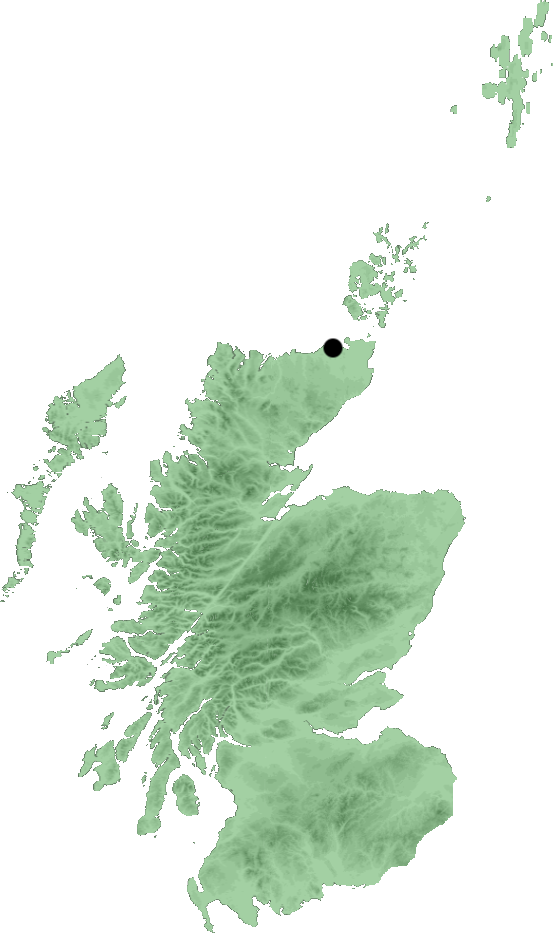
サーソーの位置

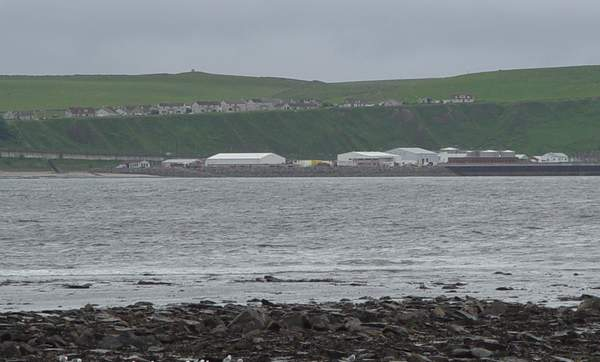
スクラブスター港

サーソー (英語: Thurso, スコットランド語: Thursa, スコットランド・ゲール語: Inbhir Theòrsa) は、スコットランド・ハイランド州北岸の町。歴史的には、ケイスネスの2つあったバラ（Burgh）のうちの一つであった。人口8,721人（2001年調査）。名前は、古ノルド語で『牛の飲料水』を意味する言葉から発祥した。

## 地理
サーソーはイギリス本土で最北端の町である。最も近い町は34キロ東のウィックで、州都インヴァネスは南177キロにある。サーソー駅はイギリス鉄道の最も北の駅で、ウィック駅やインヴァネス駅とつながっている。サーソーは、アラスカ州の州都ジュノーやノルウェーの港湾都市スタヴァンゲルよりも北に位置する。  
サーソー川が町を流れ、ペントランド湾内の小さなサーソー湾へ注ぐ。川の三角州は小さな港である。この港は、良港と砂浜をもち、ペントランド湾からホイ島（オークニー諸島）をのぞむ。
ノース・ハイランド大学のような、ハイランド州の公の建物が町にある。また、町西側にドーンレイ原子力発電所があり、ケイスネス内で高い雇用率を誇る。

## 歴史
町はノース人支配下のオークニー諸島から支配され、それが完全に終わったのは1266年であった。町はノース人の重要な港として生まれ、後世も北欧との交易港として19世紀まで続いた。セント・ピーターズ旧教会が建てられたのは、ケイスネス司教ギルバート・マレー（1245年死去）の時代といわれる。町の多くが19世紀に計画され、20世紀半ばに町から14キロほど西にドゥーンリー原子力発電所ができて拡大された。10年ほどの間に人口は3000人前後から9000人近くまで増えた。原発は、イギリス中から技術者の移動をもたらした。
連合王国の爵位として、サーソー子爵の称号をシンクレア家が代々世襲している。

## スクラブスター港
スクラブスター港は、町から2キロ西にいったサーソー川三角州に位置する。港内の水深は深い。オークニー諸島のストロムネスからのフェリーが到着する。2007年6月から、夏期に週1便、フェロー諸島、シェトランド諸島、アイスランド、デンマーク、ノルウェーへの便がスクラブスター港で始まった。運航はフェロー諸島の会社が行っている。

## スポーツ
この数年の間に、サーフィンが地元の若者たちの間の大きな娯楽となっている。ペントランド湾からうねる波の大きさは、ハワイの波と比較されるほどである。ヨーロッパ・サーフ選手権がケイスネスで開催された際、サーソー東部は開催地として注目された。

## 姉妹都市
- ブリーロン (ドイツ)

## サーソー出身の人物
- アーサー・セントクレア  -  アメリカ独立戦争時の独立軍の将軍。